# Damaturu
Damaturu   este un oraș  în  Nigeria. Este reședința  statului  Yobe .